# Serhij Ferenczak
Serhij Wołodymyrowycz Ferenczak, ukr. Сергій Володимирович Ференчак (ur. 27 kwietnia 1984 w Krasnoperekopsku, zm. 19 maja 2021) – ukraiński piłkarz, grający na pozycji pomocnika lub obrońcy.

## Kariera piłkarska

### Kariera klubowa
Wychowanek SDJuSzOR-5 Sewastopol i UOR Symferopol, barwy których bronił w juniorskich mistrzostwach Ukrainy (DJuFL). Karierę piłkarską rozpoczął 28 marca 2004 roku w klubie Tytan Armiańsk. Latem 2005 przeniósł się do Chimika Krasnoperekopsk. W lipcu 2007 podpisał kontrakt z Tawriją Symferopol, ale już po miesiącu został wypożyczony do PFK Sewastopol. Po roku wypożyczenia powrócił do symferopolskiej drużyny, a 3 sierpnia 2008 debiutował w Premier-lidze w meczu z Worskłą Połtawa. Latem 2009 przeszedł do PFK Sewastopol. Od sezonu 2010/11 pełnił funkcję kapitana drużyny. W lipcu 2011 przeszedł do Zorii Ługańsk. 26 lutego 2014 przeszedł do Biełszyny Bobrujsk, w którym grał do czerwca 2014.

## Sukcesy i odznaczenia

### Sukcesy klubowe
- mistrz Pierwszej lihi: 2009